# 圣罗格公墓
圣罗格公墓（Rochusfriedhof）是德国纽伦堡的一个墓地，位于Gostenhof区。

## 历史
该墓地建于1510年代后期，用于埋葬1517年至1518年死于黑死病的受害者。为了避免传播疾病，市政当局决定在距离市中心有一段距离的地方兴建墓地，所以圣罗格坐落在老城墙外。墓地在1519年3月21日奉献。圣罗格小堂（Rochuskapelle）建于1520-1521年。建筑师是老汉斯，他还建造了纽伦堡另一个墓地圣约翰公墓的小堂。

## 安葬的名人
- 约翰·帕赫贝尔（1653-1706），作曲家.
- Peter Vischer the Elder（1455-1529），雕塑家.